# Al-Mastuma
Al-Mastuma (arab. المسطومة) – miejscowość w Syrii, w muhafazie Idlib. W 2004 roku liczyła 6243 mieszkańców.